# Fritz Aechtner
Fritz Aechtner (4 de março de 1916 - 1 de maio de 2007) foi um oficial alemão que serviu na Luftwaffe durante a Segunda Guerra Mundial. Foi condecorado com a Cruz de Cavaleiro da Cruz de Ferro.

## Carreira militar

### Condecorações
- Flugzeugführerabzeichen
- Frontflugspange da Luftwaffe em Ouro
- Cruz de Ferro 2ª Classe (1939)
- Cruz de Ferro 1ª Classe (1942)
- Troféu de Honra da Luftwaffe no dia 13 de setembro de 1943 como Oberfeldwebel e observador[3]
- Cruz Germânica em Ouro no dia 12 de janeiro de 1943 como Oberfeldwebel in the 2.(H)/Aufklärungsgruppe 21[4]
- Cruz de Cavaleiro da Cruz de Ferro no dia 20 de dezembro de 1944 como Oberfeldwebel, piloto e observador no 1./Nahaufklärungs-Gruppe 5[5][nota 1]